# Olton & West Warwickshire HC
Olton & West Warwickshire HC is een hockeyclub uit de Engelse plaats Solihull. De club werd opgericht in 1898 als Olton HC.
De club komt bij de vrouwen uit op het hoogste niveau. De club behaalde begin jaren 90 driemaal de landstitel in vier jaar. De club heeft zeven mannen- en vijf vrouwenteams. In 2010 deden de vrouwen mee aan het Europacup I-toernooi.